# Unteroffiziere ohne Portepee
Die Unteroffiziere ohne Portepee bilden eine Dienstgradgruppe der Bundeswehr.
Die Dienstgradgruppe umfasst die rangniedrigeren Unteroffiziersdienstgrade. Alle ranghöheren Unteroffiziersdienstgrade umfasst die Dienstgradgruppe der Unteroffiziere mit Portepee.

## Etymologie
Etymologisch geht die Dienstgruppenbezeichnung auf die rangniedrigere Stellung unterhalb der Offiziere und auf das aus dem Französischen entlehnte Wort Portepee für einen Faustriemen zurück. Besonders gestaltete Faustriemen dienten in früheren deutschen Streitkräften der Kennzeichnung höherer Unteroffiziersdienstgrade, während niedrigere Unteroffiziersdienstgrade keine (oder zumindest keine besonders aufwendig gestalteten) Faustriemen erhielten.

## Dienstgrade
Die Dienstgrade der Bundeswehr werden durch den Bundespräsidenten mit der Anordnung des Bundespräsidenten über die Dienstgradbezeichnungen und die Uniform der Soldaten auf Grundlage des Soldatengesetzes festgesetzt. Die Dienstgradgruppe der Unteroffiziere ohne Portepee umfasst gemäß der Zentralen Dienstvorschrift (ZDv) A-1420/24 „Dienstgrade und Dienstgradgruppen“ alle Unteroffiziersdienstgrade bis Stabsunteroffizier (für Heeres- und Luftwaffenuniformträger) bzw. Obermaat (für Marineuniformträger).
Folgende Tabellen fassen alle zur Dienstgradgruppe der Unteroffiziere ohne Portepee zählenden Dienstgrade zusammen. Der erste Tabelle nennt die sich entsprechenden Dienstgrade für Heeres- und Luftwaffenuniformträger, die zweite Tabelle fasst die Dienstgradgruppeneinteilung für Marineuniformträger zusammen. Angegeben sind in den Tabellen jeweils auch der entsprechende NATO-Rangcode, die nach ZDv "64/10 - Abkürzungen" in der Bundeswehr definierten allgemeinen Abkürzungen sowie die Abkürzungen in Listen und die Besoldungsgruppe für Berufssoldaten und Soldaten auf Zeit nach Bundesbesoldungsordnung.
| Heeres- und Luftwaffenuniformträger                                       | Heeres- und Luftwaffenuniformträger                                                                                                   | Heeres- und Luftwaffenuniformträger | Heeres- und Luftwaffenuniformträger |
| Dienstgradgruppe                                                          | Unteroffiziere ohne Portepee | Unteroffiziere ohne Portepee | Unteroffiziere ohne Portepee |
| ------------------------------------------------------------------------- | --- | --- | --- |
| Schulterklappe Jacke Dienstanzug                                          | Dienstgradabzeichen eines Stabsunteroffiziers der Panzertruppe auf Schulterklappe der Jacke des Dienstanzuges für Heeresuniformträger | Dienstgradabzeichen und Überziehschlaufe eines Fahnenjunkers auf Schulterklappe der Jacke des Dienstanzuges für Luftwaffenuniformträger | Dienstgradabzeichen eines Unteroffiziers der Panzergrenadiertruppe auf Schulterklappe der Jacke des Dienstanzuges für Heeresuniformträger |
| Dienstgrad                                                                | Stabsunteroffizier | Fahnenjunker* | Unteroffizier |
| Abkürzung                                                                 | StUffz/SU | Fhj/FJ | Uffz/U |
| NATO-Rangcode                                                             | OR-5 | OR-5 | OR-5 |
| Besoldungsgruppe                                                          | A6 oder A7 | A5 | A5 |
| * Der Dienstgrad Fahnenjunker wird nur von Offizieranwärtern durchlaufen. | | | |

| Ärmelabzeichen                                                         | Dienstgradabzeichen eines Obermaats (20er Verwendungsreihe) auf dem Oberärmel der Jacke des Dienstanzuges für Marineuniformträger | Dienstgradabzeichen eines Seekadetts (nicht Sanitätsoffizieranwärter) auf dem Oberärmel der Jacke des Dienstanzuges für Marineuniformträger | Dienstgradabzeichen eines Maats (10er Verwendungsreihe) auf dem Oberärmel der Jacke des Dienstanzuges für Marineuniformträger |
| Dienstgrad                                                             | Obermaat | Seekadett* | Maat |
| Abkürzung                                                              | OMaat/OMT | SKad/SKAD | Maat/MT |
| NATO-Rangcode                                                          | OR-5 | OR-5 | OR-5 |
| Besoldungsgruppe                                                       | A6 oder A7 | A5 | A5 |
| * Der Dienstgrad Seekadett wird nur von Offizieranwärtern durchlaufen. | | | |

## Befehlsbefugnis
Soldaten der Dienstgradgruppe Unteroffiziere ohne Portepee können auf Grundlage des § 4 („Vorgesetztenverhältnis auf Grund des Dienstgrades“) der Vorgesetztenverordnung innerhalb der dort gesetzten Grenzen Soldaten der Dienstgradgruppe Mannschaften Befehle erteilen.
In der Regel werden Unteroffiziere ohne Portepee auf Dienststellungen wie Gruppen- oder Truppführer oder als Fachpersonal in Stäben und auf anderen Dienstposten eingesetzt, die eine entsprechende fachliche Qualifikation voraussetzen. Aufgrund dieser Dienststellungen können die allermeisten Unteroffiziere ohne Portepee in den in der Vorgesetztenverordnung aufgezählten Fällen allen dienstlich oder fachlich unterstellten Soldaten Befehle erteilen.

## Ernennung und Besoldung
Maßgebliche gesetzliche Grundlagen für die Ernennung in einen der Dienstgrade der Dienstgradgruppe der Unteroffiziere ohne Portepee trifft die Soldatenlaufbahnverordnung (SLV) und ergänzend die Zentrale Dienstvorschrift (ZDv) 20/7. In einen entsprechenden Dienstgrad können Berufssoldaten, Soldaten auf Zeit und Reservisten ernannt werden. Voraussetzung zur Ernennung in einen der Dienstgrade der Dienstgradgruppe der Unteroffiziere ohne Portepee ist die Zugehörigkeit zu einer der Laufbahnen der Laufbahngruppen der Offiziere oder Unteroffiziere. Eine Direkteinstellung mit einem Dienstgrad der Dienstgradgruppe der Unteroffiziere ohne Portepee ist bei entsprechender Eignung möglich. Die Mehrheit der Unteroffiziere ohne Portepee hat aber zuvor in einem Dienstgrad der Dienstgradgruppe Mannschaften als Unteroffizier-, Feldwebel- oder Offizieranwärter gedient. Die Ernennung zum Unteroffizier, Maat, Fahnenjunker oder Seekadett kann in diesen Fällen frühestens nach einer Dienstzeit von zwölf Monaten erfolgen. Unteroffizieranwärter können frühestens neun Monate nach der Ernennung zum Gefreiten zum Unteroffizier ernannt werden. Die Mannschaftsdienstgrade Haupt-, Stabs- und Oberstabsgefreiter müssen nicht durchlaufen zu werden, so dass die Beförderung in die Dienstgradgruppe der Unteroffiziere ohne Portepee meist vom Dienstgrad Obergefreiter erfolgt. Unteroffizieranwärter haben vor Ernennung zum Unteroffizier eine Unteroffizierprüfung abzulegen, die sich aus einem allgemeinmilitärischen und einem militärfachlichen Teil zusammensetzt (Fachunteroffizierprüfung).
Unteroffiziere ohne Portepee werden abhängig vom Dienstgrad und Dienststellung nach der Bundesbesoldungsordnung (BBesO) mit A5 bis A7 besoldet.

## Dienstgradabzeichen
Das Dienstgradabzeichen der Unteroffiziere ohne Portepee zeigt eine unten offene oder geschlossene Tresse als Schulterabzeichen. Maat und Seekadett tragen zwei mit der Öffnung gegenübergestellte Winkel mit den Spitzen nach oben und unten auf beiden Oberärmeln; die Ärmelabzeichen des Obermaat weisen zwei Oberwinkel auf. Offizieranwärter der Dienstgradgruppe der Unteroffiziere ohne Portepee tragen zur Unterscheidung an allen Schulterklappen und Aufschiebeschlaufen der Heeres- und Luftwaffenuniformen zusätzlich eine silberfarbene Kordel aus Metallgespinst. Seekadetten der meisten Laufbahnen sind daran zu erkennen, dass sie (meist statt eines Verwendungsabzeichens) einen fünfzackigen Stern als Laufbahnabzeichen tragen; Sanitätsoffizier-Anwärter im Dienstgrad Seekadett verwenden als Laufbahnabzeichen stattdessen verschiedene Formen des Äskulapstabs (ohne Anker).

## Äquivalente Dienstgradgruppen
Unteroffiziere ohne Portepee umfassen den NATO-Rangcode OR-5. Zur Dienstgradgruppe der Unteroffiziere ohne Portepee existiert keine exakte Entsprechung in anderen Streitkräften. Vom NATO-Rangcode ausgehend ist aber beispielsweise aus der Gruppe der Non-commissioned officers der US-Army der Dienstgrad Sergeant vergleichbar.

## Inoffizielle Bezeichnungen
Im Sinne der Anordnung des Bundespräsidenten über die Dienstgradbezeichnungen und die Uniform der Soldaten fasst die Sammelbezeichnung „Unteroffiziere“ alle Dienstgrade der beiden Dienstgradgruppen Unteroffiziere mit und ohne Portepee zusammen. Alternativ wird die Bezeichnung Unteroffizierdienstgrade verwendet.
Inoffiziell meint „Unteroffiziere“ (bzw. „Unteroffizierdienstgrade“) manchmal aber nur Heeres- und Luftwaffenuniformträger der Dienstgradgruppe Unteroffiziere ohne Portepee; entsprechende Marineuniformträger werden inoffiziell analog als Maate bezeichnet. Manchmal schließt die Bezeichnung Unteroffizierdienstgrade implizit auch alle Maate mit ein. Ob die Bezeichnung Unteroffiziere stattdessen mehrere Soldaten im Dienstgrad Unteroffizier meint, entsprechend die Bezeichnung Maate nicht nur mehrere Soldaten im Dienstgrad Maat, erschließt sich dabei nicht immer eindeutig aus dem Kontext. Aufgrund des inoffiziellen Gebrauchs der Bezeichnung ist ferner unklar, ob die einem anderen Bezeichnungsschema folgenden Dienstgrade der Offizieranwärter aus der Dienstgradgruppe der Unteroffiziere ohne Portepee (Fahnenjunker und Seekadett) ebenfalls von der Gruppe der Unteroffizierdienstgrade bzw. Maate umfasst sind oder nur die Dienstgrade der Dienstgradgruppe Unteroffiziere ohne Portepee, zu denen man in einer der Laufbahnen der Laufbahngruppe der Unteroffiziere ernannt werden kann.